# Stanislav Khristenko
Stanislav Khristenko   (Khàrkiv, 25 de maig de 1984) és un pianista de concert ucraïnès-americà.

## Biografia
Stanislav Khristenko va néixer a Kharkov en el si d'una família jueva-ucraïnesa i va començar les classes de piano del seu germà a l'edat de set anys. Ha captivat els oients dels quatre continents amb les seves actuacions des del primer recital en solitari als 11 anys. Es va graduar al Conservatori Estatal de Moscou de P. I. Txaikovski amb la professora de piano Vera Gornostàieva i al "Cleveland Institute of Music". Ha passat gairebé tota la seva vida professional als Estats Units. Viu a Washington.

## Carrera
El 2010, Khristenko va fer el seu debut a la Konzerthaus de Viena i va llançar el seu CD Ernest Krenek Works a Oehms Classics. Stanislav Khristenko ha actuat com a solista amb l'Orquestra Cleveland, Phoenix Symphony, Richmond Symphony, National Orchestra of Belgium, Bilbao Symphony Orchestra, Tenerife Symphony Orchestra, Liege Royal Philharmonic, Hong Kong Chamber Orchestra i Takamatsu Symphony Orchestra. Les seves millors actuacions inclouen actuacions en solitari a Weill Hall i Zankel Hall al Carnegie Hall, Schubert-Saal al Vienna Konzerthaus, Palais de Beaux-Arts de Brussel·les i col·laboracions amb diverses orquestres al Grosser Saal de la Filharmònica de Berlín, Severance Hall de Cleveland, al Gran Saló del Conservatori de Moscou i a l'Ajuntament de Hong Kong. Stanislav Khristenko és un dels artistes recolzats pel productor de piano Steinway, com a artista de Steinway que ha actuat amb més de 40 orquestres als quatre continents. L'estiu de 2015, també va debutar al Festival Ravinia i va llançar el primer volum del seu enregistrament de les obres per a piano d'Ernst Krenek a Toccata Classics. El febrer de 2018, Stanislav Khristenko i la Filharmònica de Pilsen al Rudolfinum de Praga van interpretar el Concert per a piano núm. 3 Serguei Rakhmàninov.

## Alguns enregistraments
- 2015 – Toccata Classics -Ernst Krenek: Piano Music Volume One
- 2014 - Steinway & Sons Label-– Fantasies[6]
- 2013 – Queen Elisabeth Competition Winners CD
- 2012 – Oehms Classics – Ernst Krenek Piano Works

## Valoració
Stanislav Khristenko ha guanyat els premis més alts en més de 30 prestigiosos concursos internacionals de piano. Només el 2013 va guanyar el primer premi al Concurs Internacional de Piano de Cleveland i al Concurs Internacional de Música Maria Canals i va ser nomenat el quart premi al Concurs Queen Elizabeth de Brussel·les.

## Premis
- 2013 - Concurs Internacional de Piano de Cleveland (EUA, premi I) - Concurs Queen Elizabeth (Bèlgica, IV premi) - Concurs Internacional de Música Maria Canals (Espanya, I premi)
- 2012 - Concurs Internacional de Piano Parnassos (Mèxic, I premi) - Concurs Internacional de Piano UNISA (Sud-àfrica, III premi)
- 2011 - V Concurs Internacional de Piano Campillos (Espanya, I premi) - Concurs Internacional de Piano d'Almaty (Kazakhstan, I premi)
- 2010 - Concurs Internacional "Citta di Cantu" per a piano i orquestra (Itàlia, I premi i Gran Premi) - Concurs Internacional de Piano Jose Iturbi (Los Angeles, CA, EUA, premi I)
- 2009 - Concurs Internacional de Piano Bosendorfer (Tempe, AZ, premi I) - Virginia Waring International Piano Competition (Premis Palm Desert, CA, I i II)
- 2008 - Concurs Internacional de Piano Isang Yun (Corea del Sud, II premi) - Wideman International Piano Competition (Shreveport, LA, EUA, premi I)
- 2007 - 1r Concurs Internacional de Música de Cambra Gaidamovich (Rússia, I premi) - Concurs Internacional de Música de Cambra Rubinstein (Rússia, II premi)
- 2006 - Premi Mauro Paolo Monopoli Concurs Internacional de Piano (Itàlia, premi I) - Concurs Internacional de Piano Takamatsu (Japó, II premi) - Concurs Internacional de Piano "Premi Benedetto XIII" (Itàlia, I premi)
- 2005 - Cleveland International Piano Competition (EUA, III premi) - Premi Pausylipon Concurs Internacional de Piano (Itàlia, premi I)
- 2004 - Concurs Internacional de Piano Dimitrios Vikelas (Grècia, I premi)
- 1999 - Concurs Internacional de Piano de Kosice (Eslovàquia, I premi)
- 1998 - Concurs Internacional de Piano Ettlingen per a joves pianistes (Alemanya, IV premi)